# Nu Eridani
Nu Eridani (ν Eridani, ν Eri) è una stella situata nella costellazione dell'Eridano. La sua magnitudine apparente è +3,92 e dista 674 anni luce dal sistema solare.

## Caratteristiche fisiche
Nonostante Nu Eridani sia classificata come gigante blu (classe B9III), pare sia ancora di sequenza principale, cioè sta ancora fondendo idrogeno all'interno del suo nucleo, anche se avendo una grande massa, di circa 8,5 volte quella del Sole, la sua vita ha una durata di solo poche decine di milioni di anni.
Con una temperatura superficiale superiore ai 20.000 K, la stella irradia gran parte della sua luce nell'ultravioletto; tenendo conto anche di questa radiazione, è oltre 6000 volte più luminosa del Sole. La sua luminosità fluttua di 0,04 magnitudini, in quanto è una variabile Beta Cephei, il cui periodo principale è di 4,16 ore. Tuttavia, la stella è anche una stella B lentamente pulsante(SPB), con periodi di variabilità multipli della durata anch'essi di poche ore.
Nu Eridani si trova fisicamente più vicina rispetto al Sole a molte delle stelle più luminose della costellazione di Orione, in particolar modo a Rigel, che vista da ν Eridani brillerebbe di magnitudine -2,65. Anche Alnitak, Saiph, Mintaka e Betelgeuse avrebbero comunque una magnitudine negativa, e sarebbero le stelle più luminose del cielo viste da Nu Eridani, assieme a 45 Eridani.